# David Leigh (Journalist)
David Leigh (* 1946) ist ein britischer Investigativjournalist, Publizist und Hochschullehrer.
David Leigh schrieb für mehrere Zeitungen, davon über 30 Jahre für die britische Zeitung The Guardian. Im April 2013 ging er in Pension. Er gewann sieben Presseauszeichnungen. In seiner jüngsten Monografie zusammen mit Luke Harding beschreibt er seine Zusammenarbeit mit WikiLeaks bei Cablegate. In diesem Buch wurde das Passwort aus 58 Buchstaben, Ziffern und Sonderzeichen veröffentlicht, mit dem Julian Assange die ungeschwärzten Botschaftsdepeschen über den Kriegen in Afghanistan und dem Irak und über das Lager in Guantanamo verschlüsselt hatte, um sie an Journal zu schicken. WikiLeaks hatte Dokumente bis dahin nur mit geschwärzten Namen veröffentlicht, um Informanten des Militärs nicht identifizierbar zu machen. Leigh dachte nach eigener Aussage, das Passwort sei nicht mehr gültig. Da die Datei mit den ungeschwärzten Daten jedoch auf verschiedene Servern kopiert worden war, wurden die Informationen entschlüsselt und verbreitet.

## Publikationen
- High Time: The Life and Times of Howard Marks. Heineman, 1984.
- The Wilson Plot. Pantheon Books, 1988.
- mit Luke Harding, David Pallister: The Liar: Fall of Jonathan Aitken. Penguin Books, 1997.
- mit Ed Vulliamy: Sleaze: The Corruption of Parliament. Fourth Estate, 1997.
- mit Luke Harding: Wikileaks: Inside Julian Assange's War on Secrecy. Guardian Books, 2011, ISBN 978-1-61039-061-3.
  - deutsch: WikiLeaks. Julian Assanges Krieg gegen Geheimhaltung. Aus dem Engl. von Henning Hoff. Edition Weltkiosk, London/Berlin 2013, ISBN 978-3-942377-08-9.